# Promecotheca salomonina
Promecotheca salomonina is een keversoort uit de familie van de bladkevers (Chrysomelidae). De wetenschappelijke naam van de soort werd in 1937 gepubliceerd door Franz Spaeth.